# Plattsounds
Plattsounds ist ein seit 2011 stattfindender Musikwettbewerb für Amateurbands. Zugelassen sind junge Musiker im Alter zwischen 15 und 30 Jahren aus Niedersachsen, es dürfen nur eigene Songs gespielt werden. Jeweils rund zehn Bands oder Einzelinterpreten treten mit unterschiedlichen Musikrichtungen gegeneinander an. Der Wettbewerb wird von mehreren niedersächsischen Landschaften und Landschaftsverbänden veranstaltet und soll zum Gebrauch der plattdeutschen Sprache anregen und diese fördern. Plattsounds ist Bestandteil der Imagekampagne „Platt is cool“.

## Beschreibung
Plattsounds verbindet moderne Musik mit Plattdeutsch und will Jugendliche zwischen 15 und 30 Jahren motivieren, sich mit der Sprache auseinanderzusetzen. Die teilnehmenden Musiker sind unter anderem mit Rock, Pop, Punk, HipHop, Rap, Metal, Glam Metal, Stoner Rock, Rockabilly, Acapella, Electro-Soul-Dance und Psychedelic angetreten. Jeder Wettbewerbsbeitrag wird auf Plattdeutsch gesungen. Bei Übersetzungen helfen die jeweiligen Landschaften und Landschaftsverbände sowie das Institut für Niederdeutsche Sprache.
Eine fachkundige Jury aus den Bereichen Sprache, Musik und Medien beurteilt die Beiträge.
Der Siegerbeitrag steht automatisch im Semifinale des „Local Heroes Bandcontest“ in Niedersachsen der Landesarbeitsgemeinschaft Rock.

## Geschichte
2012 vertrat die Siegerband des Jahres 2011, „The Voodoolectric“ aus Ostfriesland, im europäischen Songcontest für Regional- und Minderheitensprache „Liet International“ im spanischen Asturien, die niederdeutsche Sprache. 2014 nahmen „The Paintbox“ aus Winsen/Luhe im niedersächsischen Oldenburg bei „Liet International“ teil.
Aufgrund der COVID-19-Pandemie konnte 2020 das Finale des Wettbewerbs nicht wie geplant im Kulturzentrum „Alte Polizei“ in Stadthagen stattfinden, sondern wurde als Livestream per Internet durchgeführt.
Als Gastbands sind bei Plattsounds unter anderem De Fofftig Penns, Die Tüdelband und Gerrit Hoss aufgetreten.

## Sieger
| Jahr | Veranstaltungsort     | Sieger                   |
| ---- | --------------------- | ------------------------ |
| 2011 | Oldenburg             | Voodoolectric            |
| 2012 | Oldenburg             | Mia blüht                |
| 2013 | Oldenburg             | Lichtjahr                |
| 2014 | Oldenburg             | The Paintbox             |
| 2015 | Osnabrück             | Toni Trash               |
| 2016 | Schüttorf             | Sebastian Baumert & Band |
| 2017 | Celle                 | De Winnewupps            |
| 2018 | Leer                  | Apollo Circus            |
| 2019 | Stade                 | Marie Diot               |
| 2020 | Online als Livestream | Majanko                  |
| 2021 | Stadthagen            | UrSolar                  |
| 2022 | Braunschweig          | Garage 3.1.3             |
| 2023 | Leer                  | Circuit Breach           |
| 2024 | Lingen                | Majanko                  |

## Auszeichnungen
Das Projekt „Plattsounds“ war 2011 Finalist des „NordWestAward“ der Bremer Landesbank und wurde mit einem  Imagefilm  ausgezeichnet.